# ニック・グリーン (投手)
ニコラス・アルヴィン・グリーン（Nicholas Alvin Green, 1984年8月20日 - ）は、アメリカ合衆国・ジョージア州イーストポイント出身の元プロ野球選手（投手）。右投右打。
台湾球界時代の登録名前は、「尼克」。

## 経歴

### アマチュア時代
2003年のMLBドラフトでヒューストン・アストロズからドラフト11巡目指名されるも、入団しなかった。

### プロ入りとマイナー時代
2004年のMLBドラフトで、ドラフト35巡目指名を受けロサンゼルス・エンゼルス・オブ・アナハイムへ入団する。この年は、傘下ルーキーリーグのプロボ・エンゼルスで17試合(10試合で先発)に登板した。
2005年は、傘下Aのシーダーラピッズ・カーネルズで26試合(8試合で先発)で登板した。
2006年は、傘下アドバンスAのランチョクカモンガ・クエークスで11試合に先発登板した後、傘下AAのアーカンソー・トラベラーズに昇格し17試合に先発登板した。
2007年も、傘下AAのアーカンソー・トラベラーズでプレーし、28試合に先発登板している。
2008年は、傘下AAAのソルトレイク・ビーズで8試合に先発登板した。オフに、退団した。
2009年から、ミルウォーキー・ブルワーズに移籍した。この年は、傘下ルーキーリーグのアリゾナリーグ・ブルワーズで2試合に先発登板した。その後、傘下AAのハンツビル・スターズへ昇格し、ここでは7試合に先発登板した。その後、傘下AAAのナッシュビル・サウンズに昇格し、ここでは13試合(11試合で先発)に登板した。
2010年は、傘下アドバンスAのブレバード・カウンティ・マナティーズで開幕を迎え、ここでは13試合に登板した。その後、傘下AAのハンツビル・スターズに昇格し、ここでは32試合に登した。オフに、退団した。

### 独立リーグ時代
2011年からは、アトランティックリーグのサザンメリーランド・ブルークラブスでプレーした。
2012年に、退団。
2013年からは、同じアトランティックリーグのヨーク・レボリューションでプレーした。

### 台湾球界時代
2013年8月9日に、CPBLの義大ライノズと契約を結んだ。
2013年のアジアシリーズに出場している。11月15日のPoolBのGame2で東北楽天ゴールデンイーグルス戦で先発している。ここでは、楽天打線を6回まで無得点に押さえるピッチングを披露した。

### リンカーン・ソルトドッグス時代
2014年は、アメリカン・アソシエーションのリンカーン・ソルトドッグスでプレーした。

## エピソード
- 好きな映画は、「ロッキー4/炎の友情」。
- 趣味は、アトランティック・コースト・カンファレンスのフロリダステイト・セミノールズ・フットボールの試合を観戦する事と、DJをする事。
- 憧れの選手は、ケン・グリフィー・ジュニア[1]。

## 詳細情報

### 年度別投手成績
| 年 度     | 球 団     | 登 板 | 先 発 | 完 投 | 完 封 | 無 四 球 | 勝 利 | 敗 戦 | セ 丨 ブ | ホ 丨 ル ド | 勝 率 | 打 者 | 投 球 回 | 被 安 打 | 被 本 塁 打 | 与 四 球 | 敬 遠 | 与 死 球 | 奪 三 振 | 暴 投 | ボ 丨 ク | 失 点 | 自 責 点 | 防 御 率 | W H I P |
| --------- | --------- | ----- | ----- | ----- | ----- | -------- | ----- | ----- | -------- | ----------- | ----- | ----- | -------- | -------- | ----------- | -------- | ----- | -------- | -------- | ----- | -------- | ----- | -------- | -------- | ------- |
| 2013      | 義大      | 8     | 7     | 0     | 0     | 0        | 3     | 3     | 0        | -           | .500  | 198   | 46.1     | 56       | 0           | 9        | 1     | 3        | 23       | 3     | 0        | 20    | 19       | 3.69     | 1.40    |
| CPBL：1年 | CPBL：1年 | 8     | 7     | 0     | 0     | 0        | 3     | 3     | 0        | -           | .500  | 198   | 46.1     | 56       | 0           | 9        | 1     | 3        | 23       | 3     | 0        | 20    | 19       | 3.69     | 1.40    |